# Agamerion cleptideum
Agamerion cleptideum är en stekelart som först beskrevs av John Obadiah Westwood 1874.  Agamerion cleptideum ingår i släktet Agamerion och familjen puppglanssteklar. Inga underarter finns listade i Catalogue of Life.